# Gülyalı
Gülyalı je město a distrikt v Turecku, v Černomořském regionu na severovýchodě provincie Ordu, ležící na břehu Černého moře.

## Letiště
Od roku 2015 je zde v provozu letiště Ordu - Giresun Havaalanı / Ordu-Giresun Airport postavené na umělém ostrově za přibližně 360 milionů tureckých lir, jako teprve sedmé takové letiště na světě a první v Evropě. Přistávací dráha je dlouhá 3 km a široká 45 metrů, díky speciálním stavebním technologiím může umělý ostrov odolávat černomořským vlnám.